# Берг, Орьян
Орьян Берг (норв. Ørjan Berg; род. 20 августа 1968[…], Будё[…]) — норвежский футболист, полузащитник сборной Норвегии, который большую часть карьеры провёл в «Русенборге». Также он играл за границей в Швейцарии и Германии, он ушёл в отставку в конце сезона 2006 года. В настоящее время Берг является спортивным директором «Будё-Глимт».

## Клубная карьера
Орьян родился в семье футболиста Харальда Берга. Младший брат Орьяна, Рунар, также стал футболистом. Сначала Берг — как и его отец — играл в «Будё-Глимт», в составе которого выступал как во Втором, так и в Первом дивизионе. В 1988 году тренер «Русенборга» Нильс Арне Эгген пригласил в клуб Берга и его товарища по команде Яна Ивара Якобсена, они оформили «золотой дубль» в своём дебютном сезоне в норвежском высшем дивизионе.
После двух сезонов в «Русенборге» в 1990 году Берг был продан швейцарскому клубу «Веттинген», где играл в течение одного сезона. Затем он выступал за «Мюнхен 1860» и «Базель», а в 1996 году вернулся в свой родной клуб «Будё-Глимт».
В «Будё-Глимт», который поднялся в высший дивизион, Берг играл в течение трёх сезонов. В 1996 году он дошёл до финала кубка Норвегии, где проиграл «Тромсё». В 1999 году «Русенборгу» нужно было укрепить состав перед Лигой чемпионов, таким образом Берг вернулся в «Русенборг».
В середине сезона 2006 года он вернулся в родной город Будё, пытаясь оправиться от травм, которые преследовали его уже почти два года. В случае выздоровления он обещал вернуться в стан «Русенборга» во время предсезонной подготовки в начале 2007 года — этот год был его последним сезоном в соответствии с его контрактом. Однако позже стало ясно, что его травма оказалась более серьёзной, и он решил расторгнуть контракт на год раньше. Его официальная церемония прощания с футболом состоялась в перерыве матча «Русенборг» — «Викинг» 29 октября.

## Международная карьера
Берг дебютировал в сборной Норвегии в 1988 году, но после прихода на пост тренера Эгиля Олсена Берг стал редко вызываться в команду. У него появился второй шанс, когда в 1998 году Норвегию возглавил Нильс Йохан Семб, таким образом Берг снова сыграл за сборную спустя десять лет после дебюта. Он провёл в общей сложности 19 матчей, забив один гол. Его последний матч за сборную состоялся в феврале 2000 года — это была товарищеская игра против Швеции. В 2002 году Берг заявил, что уходит из сборной.

## Статистика

### Матчи Берга за сборную Норвегии
| Матчи Берга за сборную Норвегии | Матчи Берга за сборную Норвегии | Матчи Берга за сборную Норвегии | Матчи Берга за сборную Норвегии | Матчи Берга за сборную Норвегии | Матчи Берга за сборную Норвегии     |
| ------------------------------- | ------------------------------- | ------------------------------- | ------------------------------- | ------------------------------- | ----------------------------------- |
| №                               | Дата                            | Соперник                        | Счёт                            | Голы Берга                      | Соревнование                        |
| 1                               | 1 июня 1988                     | Ирландия                        | 0:0                             | —                               | Товарищеский матч                   |
| 2                               | 14 сентября 1988                | Шотландия                       | 1:2                             | —                               | Чемпионат мира 1990 (отбор)         |
| 3                               | 28 сентября 1988                | Франция                         | 0:1                             | —                               | Чемпионат мира 1990 (отбор)         |
| 4                               | 22 февраля 1989                 | Греция                          | 2:4                             | —                               | Товарищеский матч                   |
| 5                               | 2 мая 1989                      | Польша                          | 0:3                             | —                               | Товарищеский матч                   |
| 6                               | 21 мая 1989                     | Кипр                            | 3:1                             | —                               | Чемпионат мира 1990 (отбор)         |
| 7                               | 31 мая 1989                     | Австрия                         | 4:1                             | —                               | Товарищеский матч                   |
| 8                               | 14 июня 1989                    | Югославия                       | 1:2                             | —                               | Чемпионат мира 1990 (отбор)         |
| 9                               | 23 августа 1989                 | Греция                          | 0:0                             | —                               | Товарищеский матч                   |
| 10                              | 5 сентября 1989                 | Франция                         | 1:1                             | —                               | Чемпионат мира 1990 (отбор)         |
| 11                              | 4 февраля 1990                  | Республика Корея                | 3:2                             | 1                               | Товарищеский матч                   |
| 12                              | 7 февраля 1990                  | Мальта                          | 1:1                             | —                               | Товарищеский матч                   |
| 13                              | 22 августа 1990                 | Швеция                          | 1:2                             | —                               | Товарищеский матч                   |
| 14                              | 12 сентября 1990                | СССР                            | 0:2                             | —                               | Чемпионат Европы 1992 (отбор)       |
| 15                              | 25 сентября 1991                | Чехословакия                    | 2:3                             | —                               | Товарищеский матч                   |
| 16                              | 13 ноября 1991                  | Италия                          | 1:1                             | —                               | Чемпионат Европы 1992 (отбор)       |
| 17                              | 22 мая 1994                     | Англия                          | 0:0                             | —                               | Товарищеский матч                   |
| 18                              | 31 января 2000                  | Исландия                        | 0:0                             | —                               | Чемпионат Северной Европы 2000—2001 |
| 19                              | 4 февраля 2000                  | Швеция                          | 1:1                             | —                               | Чемпионат Северной Европы 2000—2001 |

Итого: 19 матчей / 1 гол; 3 победы, 8 ничьих, 8 поражений.

## Личная жизнь
Отец — футболист Харальд Берг (род. 1941), брат — футболист Рунар Берг (род. 1970).
Женат, есть двое сыновей: футболист Патрик (род. 1997) и Мариус.